# Пека, Майкл
Майкл Пе́ка (англ. Michael Peca; 26 марта 1974, Торонто, Онтарио) — канадский хоккейный тренер и менеджер, в прошлом — профессиональный канадский хоккеист, центральный нападающий. Олимпийский чемпион 2002 года.

## Игровая карьера
На драфте НХЛ 1992 года был выбран во 2 раунде под общим 40 номером командой «Ванкувер Кэнакс». Включён в третью команду Ontario Hockey League 1993/1994. 8 июля 1995 года обменян в «Баффало Сэйбрз». С 1997 по 2000 год был капитаном «Баффало». Не играл в сезоне 2000/01. 24 июня 2001 года обменян в «Нью-Йорк Айлендерс». С 2001 по 2004 год был капитаном «Айлендерс». 3 августа 2005 года обменян в «Эдмонтон Ойлерз». 18 июля 2006 года как неограниченно свободный агент подписал контракт с «Торонто Мейпл Лифс».

## Награды
- Фрэнк Дж. Селки Трофи, 1997 («Баффало Сэйбрз»)
- Олимпийский чемпион, 2002 (Сборная Канады)
- Фрэнк Дж. Селки Трофи, 2002 («Нью-Йорк Айлендерс»)

## Статистика
| Легенда | Легенда                    | Легенда | Легенда                   | Легенда | Легенда    |
| ------- | -------------------------- | ------- | ------------------------- | ------- | ---------- |
| И       | Количество проведённых игр | Штр     | Штрафное время            | +/−     | Плюс-минус |
| Г       | Голы                       | П       | Голевые передачи          | О       | Очки       |
| -       | Статистика неизвестна      | —       | Статистика не учитывалась |         |            |